# 로드 레이버
로드 레이버(Rodney George "Rod" Laver, 1938년 8월 9일 ~ )는 오스트레일리아의 은퇴한 전 세계 랭킹 1위 테니스 선수이다. 그는 1964년부터 1974년까지 7년간 연속으로 세계 랭킹 1위를 기록했으며, 두 차례에 걸쳐 4개 그랜드 슬램 대회를 한 해에 모두 우승한 유일한 선수로 기록되어 있다. 첫 번째는 1962년에 아마추어로서, 두 번째는 1969년에 프로로서 4개 대회에서 모두 우승하였다. 또한 그는 오픈 시대 이래 한 해에 그랜드 슬램 달성에 성공한 남자 선수는 그가 유일하다. 그는 많은 전문가들 및 설문조사 결과에 의해 테니스 역사상 가장 위대한 선수로 많은 인정을 받았다.

## 참고 문헌
- (영어) Barrett, John Gilchrist; Maskell, Dan (1989). 《Oh, I say!》. London: Fontana. ISBN 0-00-637434-4.
- (영어) Bellamy, Rex (1990). Love Thirty. Three Decades of Champions.
- (영어) Collins, Bud; Laver, Rodney George. 《The Education of a Tennis Player》. New York: Simon and Schuster. 1973쪽. ISBN 067121533-7.
- (영어) Deford, Frank; Kramer, Jack (1979). 《The Game: My 40 Years in Tennis》. New York: Putnam. ISBN 0-399-12336-9.
- (영어) Heldman, Julius. The Style of Rod Laver. In Phillips, Caryl (1999). 《The Right Set: A Tennis Anthology》. New York: Vintage Books. ISBN 0-375-70646-1.
- (영어) Laver, Betty (2001). 《Rod Laver: The Red-headed Rocket from Rockhampton》. Gladstone, Qld: Betty Laver. ISBN 095799320x |isbn= 값 확인 필요: invalid character (도움말).
- (영어) McCauley, Joe (2003). The History of Professional Tennis.
- (영어) Newcombe, John; Writer, Larry (2002). Newk - Life On and Off the Court.
- (영어) Sutter, Michel (1992). Vainqueurs-Winners 1946-1991 (forewords by Arthur Ashe and Mark Miles).
- (영어) Trengove, Alan (2003). Advantage Australia. Rod Laver and Margaret Court: Legends of the Grand Slam.